# 六氰合钴(III)酸钇
六氰合钴(III)酸钇是一种无机化合物，化学式为Y[Co(CN)6]。

## 制备
将六氰合钴(III)酸钾热溶液加至硝酸钇溶液中，可以得到沉淀2Y[Co(CN)6]·9H2O。

## 性质
六氰合钴(III)酸钇难溶于水，微溶于浓盐酸，可被沸腾的氢氧化钠分解。